# 청허정
청허정(淸虛亭)은 충청남도 서산시 해미면 읍내리, 해미읍성에 있는 조선시대의 누정이다.

## 개요
청허(淸虛)라는 뜻은 "잡된 생각이 없어 마음이 맑고 깨끗하다"라는 뜻이다. 청허정은 해미읍성에서도 가장 높은 곳에 위치해 이곳에 올라서면 천수만을 한눈에 볼 수 있으며, 과거 시회를 하거나 문인들이 시를 읊었던 곳이다.
해미읍성 시설 중의 하나인 청허정은 그 역사가 오래되었는데, 성현(1439~1504)이 지은 '청허정기'에 그 유래가 전해지고 있다. 청허정은 충청도 병마절도사로 부임한 조숙기가 성종 22년(1491)에 세운 정자이다.
당시 충청도병사절도사영성(해미읍성)에 들렀다간 문인들이 가면서 남긴 시들이 남아있다. 조위(1454~1503)가 충청도병마절도사 이손(1439~1502)에게 올린 청허정이란 시가 있고(조위는 이손이 김해부사시절 영남사림의 근간이 된 진주성 촉성루에서  김일손등과 금란계를 주도적으로 만든 인연으로 나이를 떠나 절친들 이었고, 이손의 사돈이 추강 남효온이고 남효온의 아들 남충세의  딸도 이손의 손자 이강의 부인이된다.) 절도사와 수령이 복무를 마치고 함께 청허정에 모여 지은 '청허정연회도', 이경전(1567~1644)이 지은 시가 전해지고 있다.
1872년 고지도에는 청허정이 고지(古地)로 표기된 것으로 볼 때 고지도 작성 이전에 청허정이 없어진 것으로 추정되며, 일제강점기에는 청허정 자리에 신사를 만들어 신사참배를 강요하였다.
현재 청허정은 과거 관련기록을 근거로 2011년에 개축하였다.

## 같이 보기
- 서산 해미읍성 (사적 제116호)